# Gino Padula
Diego Gino Mauro Padula (Lanús, Provincia de Buenos Aires, Argentina, 11 de julio de 1976) es un exfutbolista argentino. Jugaba de defensa lateral izquierdo.
Comenzó su carrera en River Plate en 1996 tras un breve paso en Huracán en 1997. En 1998 se fue a Europa para jugar en el Xerez en España. Padula jugó en Inglaterra entre los años 1999-2006. Pasando por los clubes: Bristol Rovers, Walsall, Wigan, QPR y Nottinham Forest. Luego fichó por el Montpellier HSC en Francia. En 2008 fue transferido al Columbus Crew. 

## Clubes
| Club                | País           | Año       |
| ------------------- | -------------- | --------- |
| River Plate         | Argentina      | 1996-1997 |
| Huracán             | Argentina      | 1997-1998 |
| Xerez               | España         | 1998-1999 |
| Bristol Rovers      | Inglaterra     | 1999      |
| Walsall             | Inglaterra     | 1999-2000 |
| Wigan               | Inglaterra     | 2000-2001 |
| Queens Park Rangers | Inglaterra     | 2002-2005 |
| Nottingham Forest   | Inglaterra     | 2005-2006 |
| Montpellier         | Francia        | 2006-2007 |
| Columbus Crew       | Estados Unidos | 2008-2010 |

## Palmarés

### Distinción individual
| Distinción                                                     | Año       |
| -------------------------------------------------------------- | --------- |
| Elegido mejor jugador del año Walsall                          | 1999-2000 |
| Elegido mejor contratación del año del Columbus Crew           | 2008-2009 |
| Elegido el jugador más trabajador del equipo del Columbus Crew | 2009-2010 |

- Datos: Q3051153
- Multimedia: Gino Padula / Q3051153